# Kistocikivka (Kistocikivka), Nîjnohirskîi
Kistocikivka (în ucraineană Кісточківка) este localitatea de reședință a comunei Kistocikivka din raionul Nîjnohirskîi, Republica Autonomă Crimeea, Ucraina.

## Demografie
Componența lingvistică a localității Kistocikivka
     Rusă (86,23%)
     Tătară crimeeană (9,06%)
     Ucraineană (4,25%)
     Alte limbi (0,37%)
Conform recensământului din 2001, majoritatea populației localității Kistocikivka era vorbitoare de rusă (86,23%), existând în minoritate și vorbitori de tătară crimeeană (9,06%) și ucraineană (4,25%).